# Rambler Rebel
Rambler Rebel – samochód osobowy klasy średniej produkowany przez amerykański koncern American Motors w latach 1956–1960 i 1966–1967.

## Pierwsza generacja

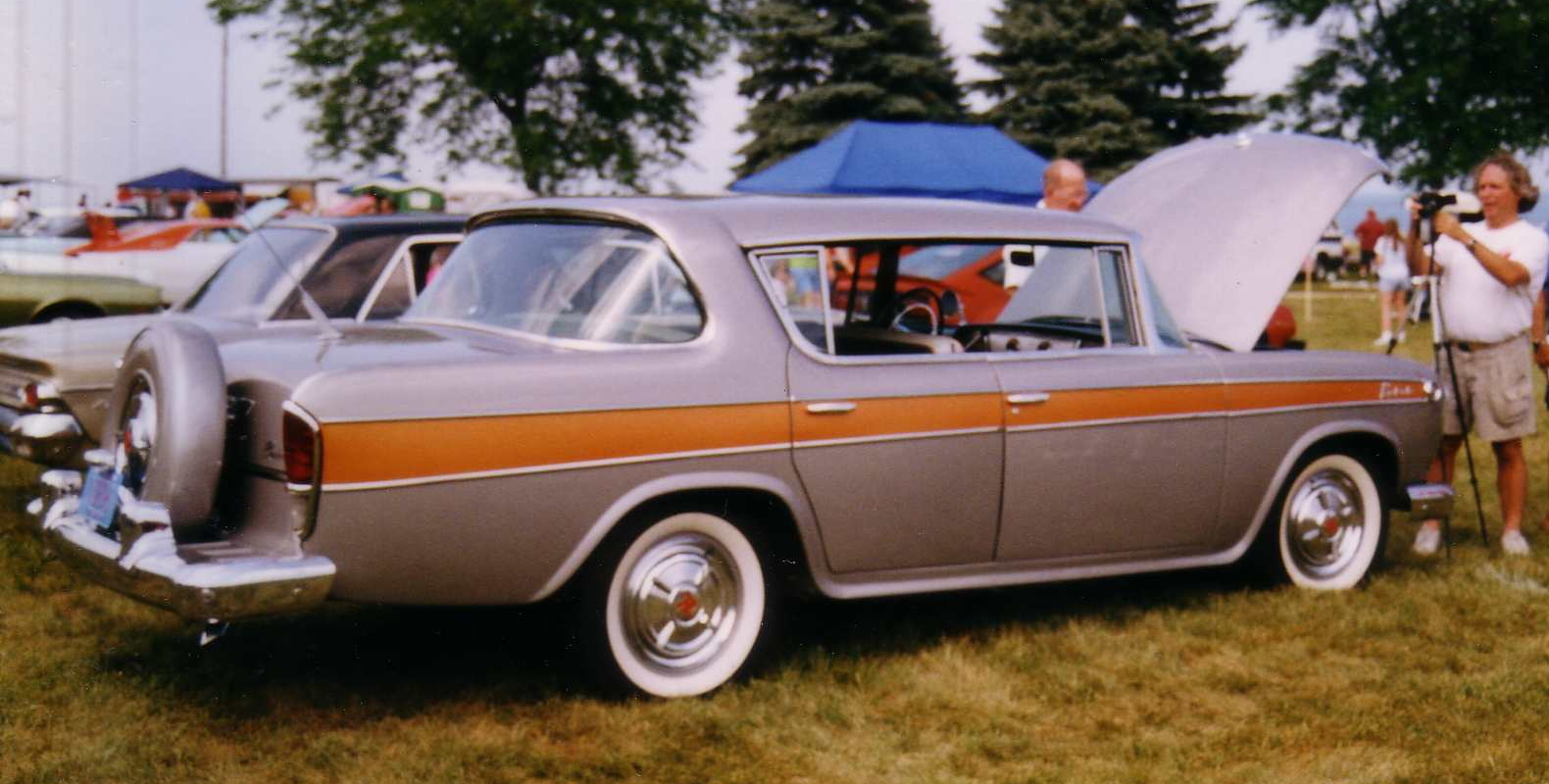
Rambler Rebel I - tył

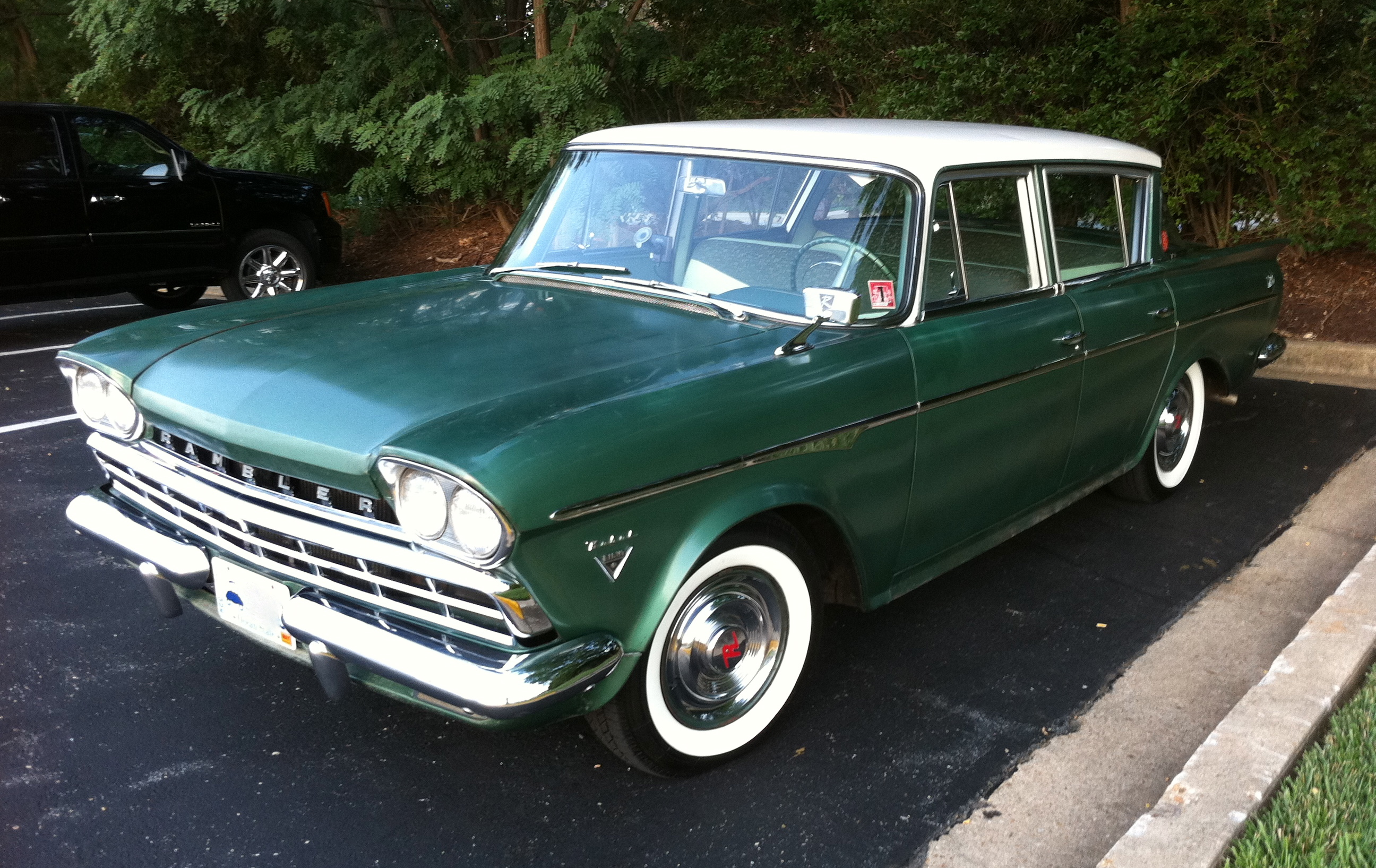
Rambler Rebel I po liftingu

Rambler Rebel I został zaprezentowany po raz pierwszy w 1956 roku.
Pod koniec 1956 roku koncern American Motors przedstawił nową odmianę samochodu Nash Rambler o dodatkowej nazwie Rebel. Był to limitowany model z silnikiem V8 o pojemności 327 cali sześciennych (5,4 l) i mocy brutto 255 KM, oferowany tylko na 1957 rok modelowy. Produkowany był tylko z nadwoziem czterodrzwiowy hardtop. Dzięki mocnemu silnikowi i mniejszej masie od konkurentów, był on jednym z najszybszych sedanów w USA i najszybszym samochodem marki Nash lub Rambler w historii.
Charakterystycznymi cechami wyglądu pierwszej generacji Ramblera Rebel było dwukolorowe malowanie nadwozia, a także duża owalna atrapa chłodnicy i podłużny tył z umieszczoną na niej obudowie atrapy chłodnicy.
Począwszy od 1958 roku modelowego nazwa Rebel V8 stała się dodatkowym oznaczeniem zwykłej odmiany samochodu Rambler z silnikiem V8. Napęd stanowił silnik o pojemności 250 cali sześciennych (4,1 l) i mocy 215 KM, z czterogardzielowym gaźnikiem.

### Lifting
W 1959 roku, podobnie jak pokrewny Rambler Six, model Rebel pierwszej generacji przeszedł w 1959 roku obszerną modernizację, w ramach której zmienił się wygląd pasa przedniego. Pojawiła się większa, chromowana atrapa chłodnicy i wyżej umieszczone reflektory.

### Silnik
- V8 4.1l
- V8 5.4l

## Druga generacja

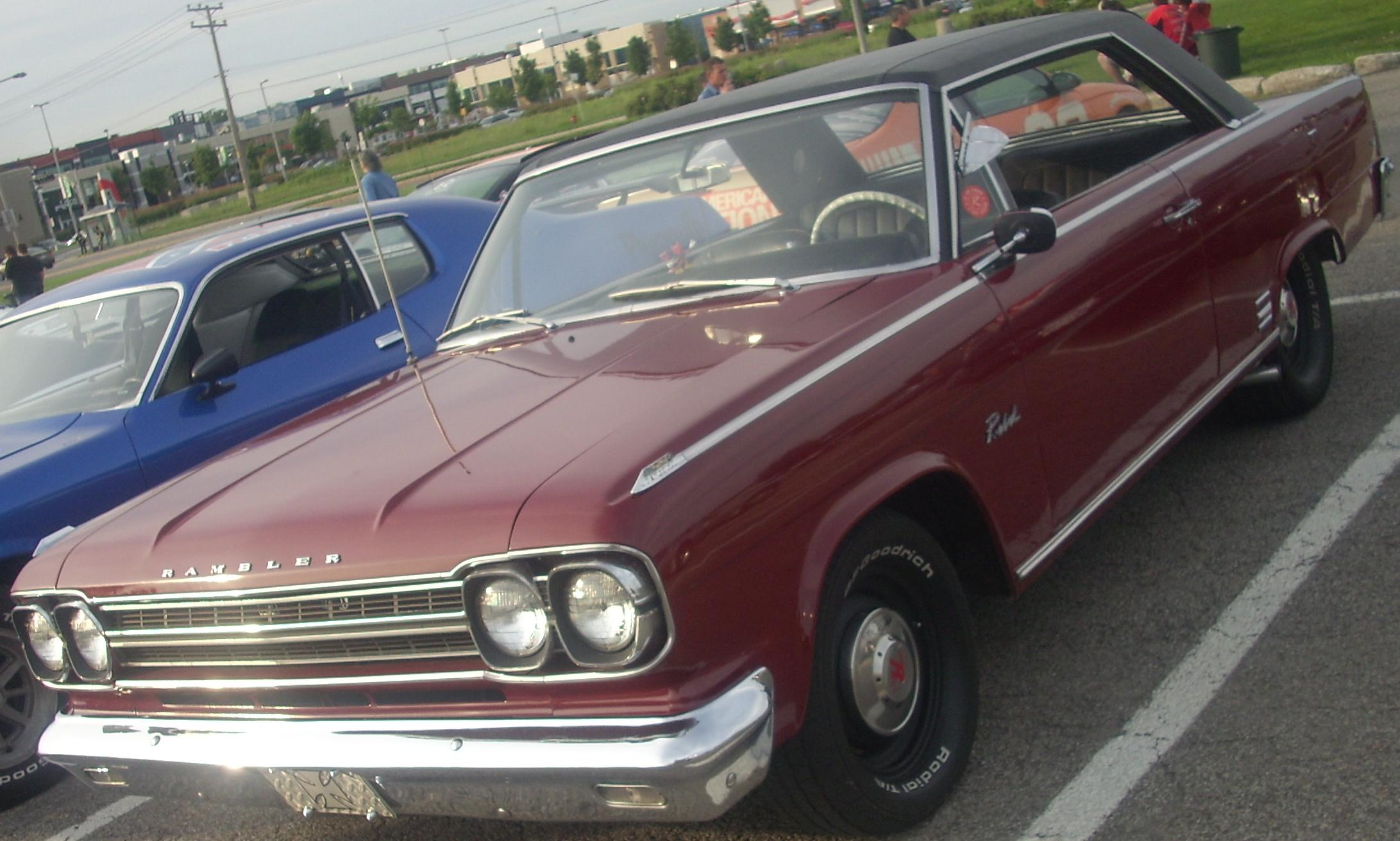
Rambler Rebel II

Rambler Rebel II został zaprezentowany po raz pierwszy w 1966 roku.
Po sześcioletniej przerwie, koncern American Motors przywrócił do użytku dodatkową nazwę Rebel dla specjalnej odmiany modelu Rambler Classic. Rambler Classic Rebel stanowił dwudrzwiowe hardtop coupé i odróżniał się między innymi winylowmi kubełkowymi fotelami oraz wyróżniającymi ozdobami. Gama na 1966 rok modelowy zadebiutowała 7 października 1965 roku.
Pod kątem stylistycznym samochód charakteryzował się dużą, prostokątną atrapą chłodnicy, a także szeroko rozstawionymi podwójnymi reflektorami o okrągłym kształcie.
Napęd, tak samo jak w modelu Classic, stanowił silnik V8 o pojemności 232 cale sześcienne (3,8 l) i mocy 145 KM, a za dopłatą o mocy 155 KM (dwugardzielowy gaźnik) lub o pojemności 287 cali sześciennych (4,7 l) i mocy 198 KM lub pojemności 327 cali sześciennych (5,4 l) i mocy 250 lub 270 KM (dwu- lub czterogardzielowy gaźnik). Silnik współpracował z 3- lub 4-biegową skrzynią lub automatyczną skrzynią biegów. Wyprodukowano 7512 samochodów Rambler Classic Rebel, a cena bez wyposażenia dodatkowego wynosiła 2523 dolary (więcej od modelu Classic 770 hardtop). 

### Silnik
- V8 3.4l
- V8 5.4l

## Trzecia generacja

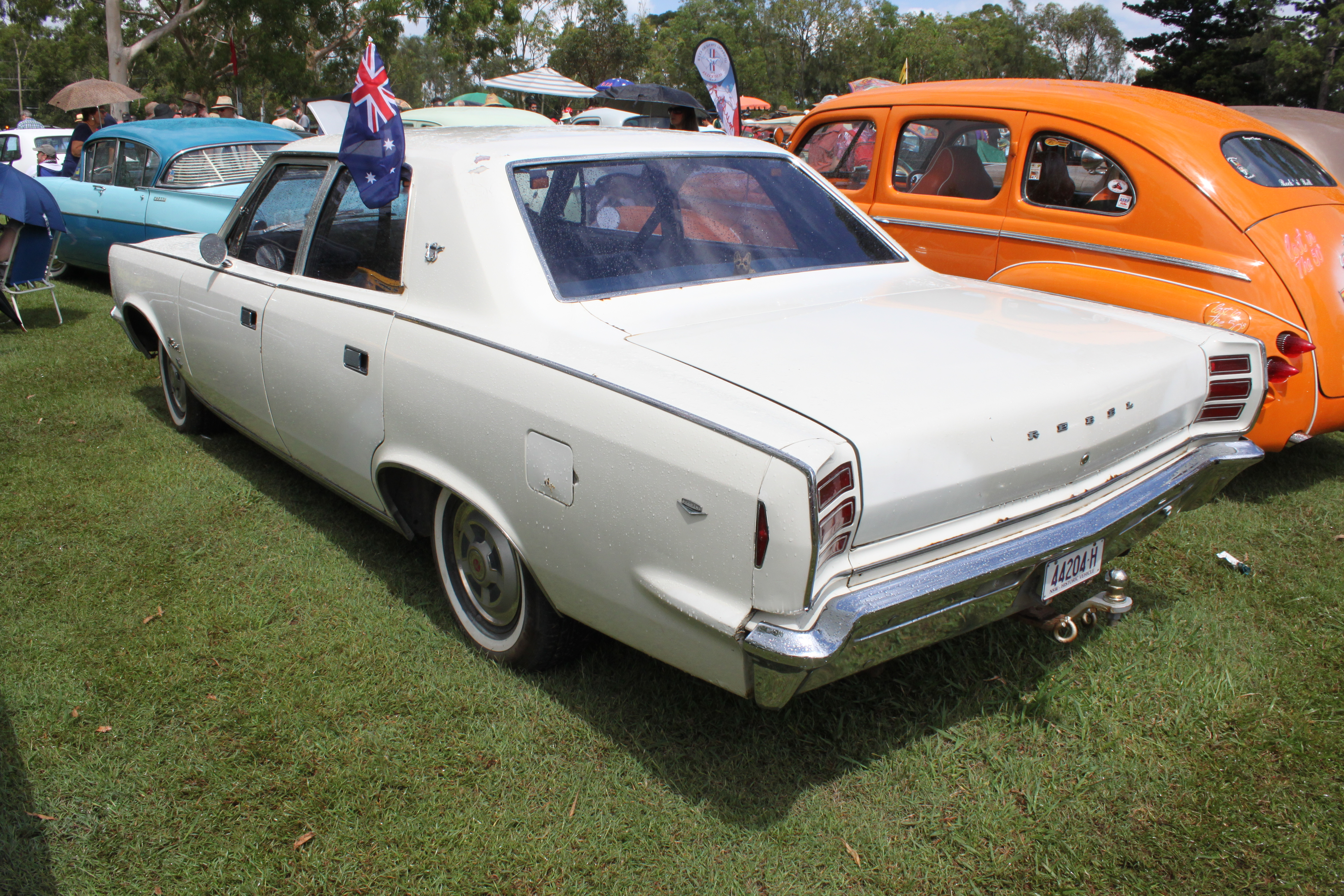
Rambler Rebel III - tył

Rambler Rebel III został zaprezentowany po raz pierwszy w październiku 1966 roku, na 1967 rok modelowy.
W 1967 roku modelowym Rambler Rebel po raz pierwszy stał się osobnym modelem marki Rambler, zastępując model Classic. Samochód charakteryzował się masywną sylwetką z masywnym i szerokim nadwoziem, które charakteryzowało się wyraźnie zarysowanymi kanciastymi błotnikami. 
Z przodu widoczne były dwie pary okrągłych reflektorów, z kolei tylną część nadwozia zdobiły trzyczęściowe lampy tworzone przez pojedyncze, prostokątne pasy. Następca zachował nazwę Rebel, ale oferowany był już pod marką AMC.
```
4-drzwiowy 
sedan
5-drzwiowe 
kombi
2-drzwiowe 
coupé
2-drzwiowy 
kabriolet
```

### Zmiana nazwy
W latach 1966–70 koncern American Motors zdecydował się przemianować wszystkie modele spod marki Rambler pod ogólnokoncernową markę AMC. W ten sposób, od 1968 roku model Rebel nosił nazwę AMC Rebel.

### Silnik
- V8 5.6l
- V8 7.2l